# Burgwallbacher Forst

Lage im Landkreis Rhön-Grabfeld

Der Burgwallbacher Forst ist ein 16,18 km² großes gemeindefreies Gebiet im Landkreis Rhön-Grabfeld in der bayerischen Rhön. Das Gebiet ist komplett bewaldet.

## Geografie

### Lage
Der Burgwallbacher Forst liegt nordwestlich der Gemeinde Schönau an der Brend mit dem namensgebenden Ortsteil Burgwallbach. Im gemeindefreien Gebiet liegt eine Exklave der Gemeinde Hohenroth. Die höchste Erhebung im Burgwallbacher Forst ist ein namenloser Berg mit 627 m ü. NN.

### Nachbargemeinden
|                                                | Stadt Bischofsheim in der Rhön                            | Gemeinde Schönau an der Brend   |
|                                                |                                                           | Stadt Bad Neustadt an der Saale |
| Forst Schmalwasser-Süd (Gemeindefreies Gebiet) | Steinacher Forst rechts der Saale (Gemeindefreies Gebiet) | Gemeinde Hohenroth              |